# Muqi
Muqi, oppure Mu Ch'i,  noto come Fachang (Sichuan, 1210 – 1275), è stato un pittore cinese.

## Biografia

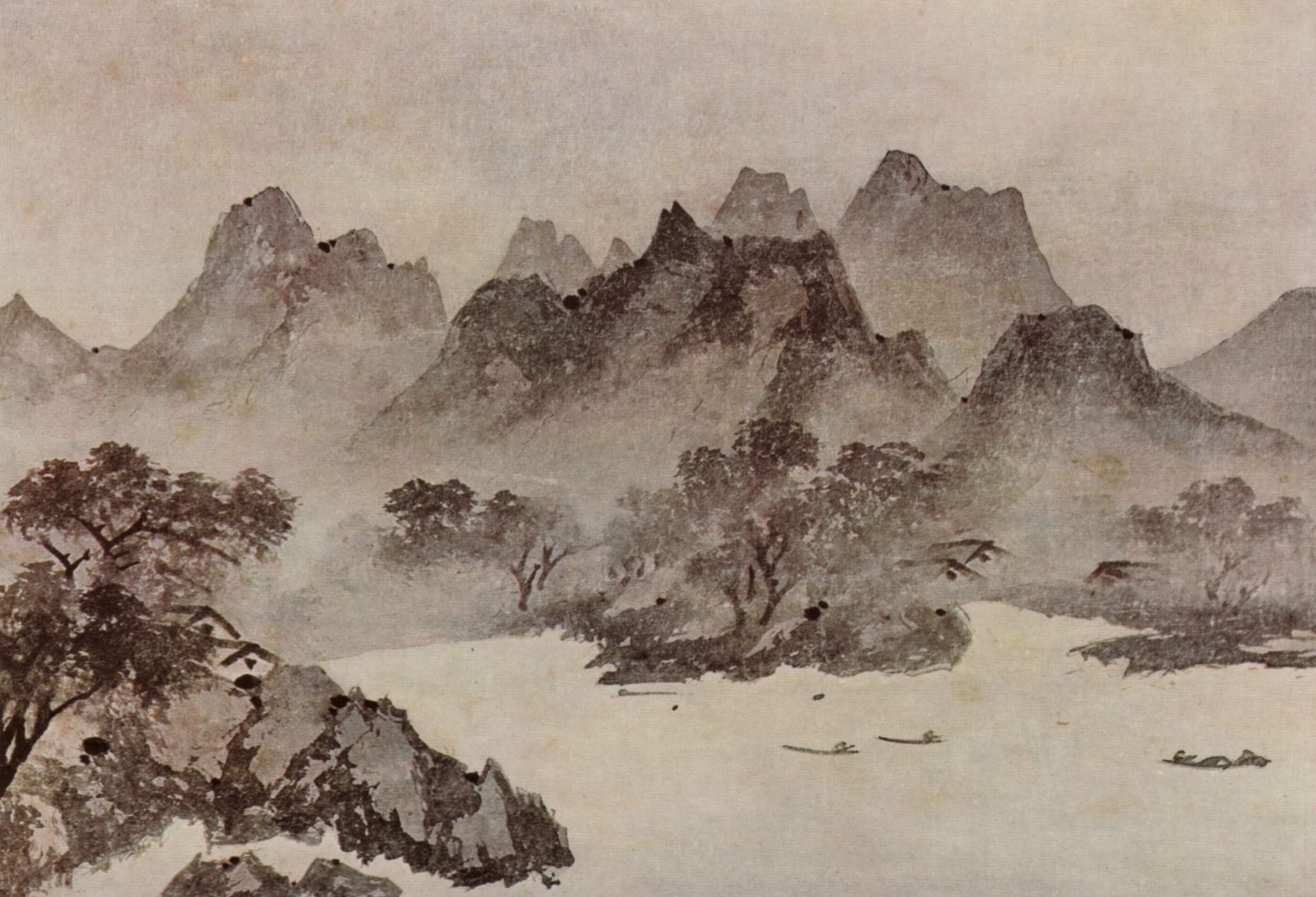
Dettaglio di un Tramonto su un villaggio di pescatori, 1250, Tokyo, Museo Nezu

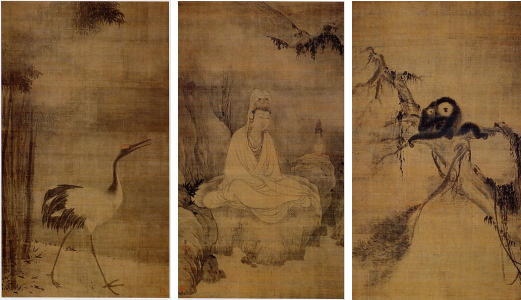
Gru, monaco e scimmie, Kyoto

Monaco buddhista della corrente artistica chan o ch'an e della dinastia Song, nato nel Sichuan, intorno al 1260 Muqi si dovette allontanare dalla corte per alcuni contrasti con il primo ministro e nel 1279 si ritirò a vita ascetica nel monastero presso Hangzhou.
Muqi appartenne alla corrente chan, avente origini monastiche e spirituali, che andava contro le tradizioni della Accademia di corte, proponendo elementi quali la fantasia, la creatività, l'allontanamento dalle convenzioni, sia nella pittura paesaggistica sia in quella di flora e fauna.
Famoso in particolare per i suoi paesaggi "a macchie d'inchiostro", che tendono a dare l'impressione dell'immediatezza contemplativa e della fugacità dell'esistenza, 
dai larghi orizzonti che sfumano senza contorni nella nebbia (Tramonto su di un villaggio di pescatori, Tokyo, Museo Nezu; Vele al ritorno al largo di una costa lontana, Collezione Matsudaira di Tokyo), per i soffici e vivi animali (Passerotti su un ramo di bambù, Tokyo, Museo Nezu), per i dipinti di fiori e nature morte (Sei kaki, Tokyo, Collezione Daitokuji).
I Sei kaki si caratterizzarono per i colori intensi e scuri al centro, e sempre più chiari verso l'esterno del dipinto, a esemplificare le regole della natura, significative anche per il taoismo, che affermano la pesantezza e la vecchiezza del centro e al contrario la freschezza della periferia.
Muqi si dimostrò il pittore più importante del tardo periodo Song, e le sue pitture, di straordinaria forza espressiva, sono state apprezzate soprattutto in Giappone, dove sono state importate in gran numero fin dal XIV secolo.

## Opere
- Tramonto su di un villaggio di pescatori, Tokyo, Museo Nezu;
- Vele al ritorno al largo di una costa lontana, Collezione Matsudaira di Tokyo;
- Passerotti su un ramo di bambù, Tokyo, Museo Nezu;
- Sei kaki, Tokyo, Collezione Daitokuji.

Tigre, Metropolitan Museum of Art
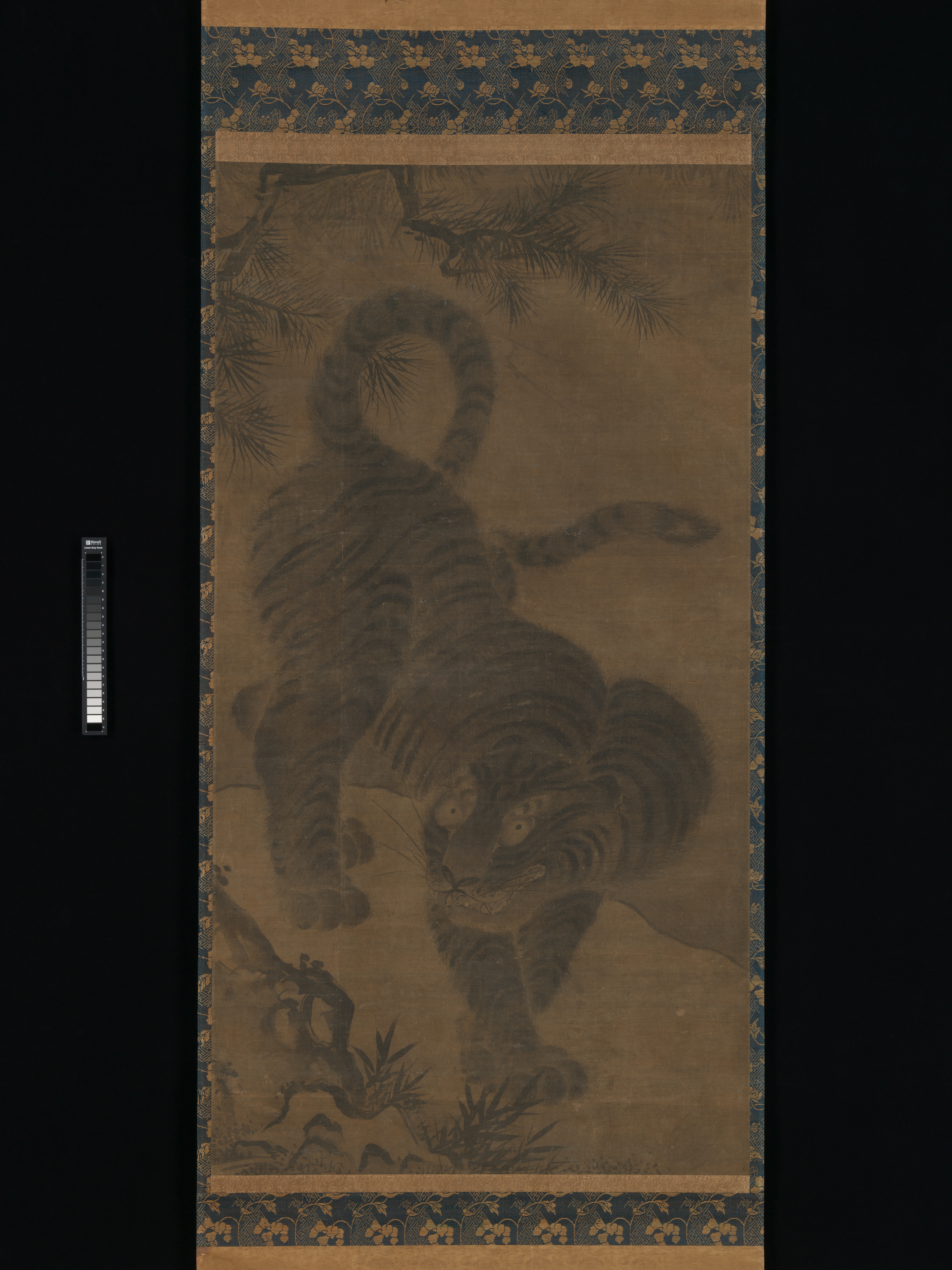
Tigre, Metropolitan Museum of Art
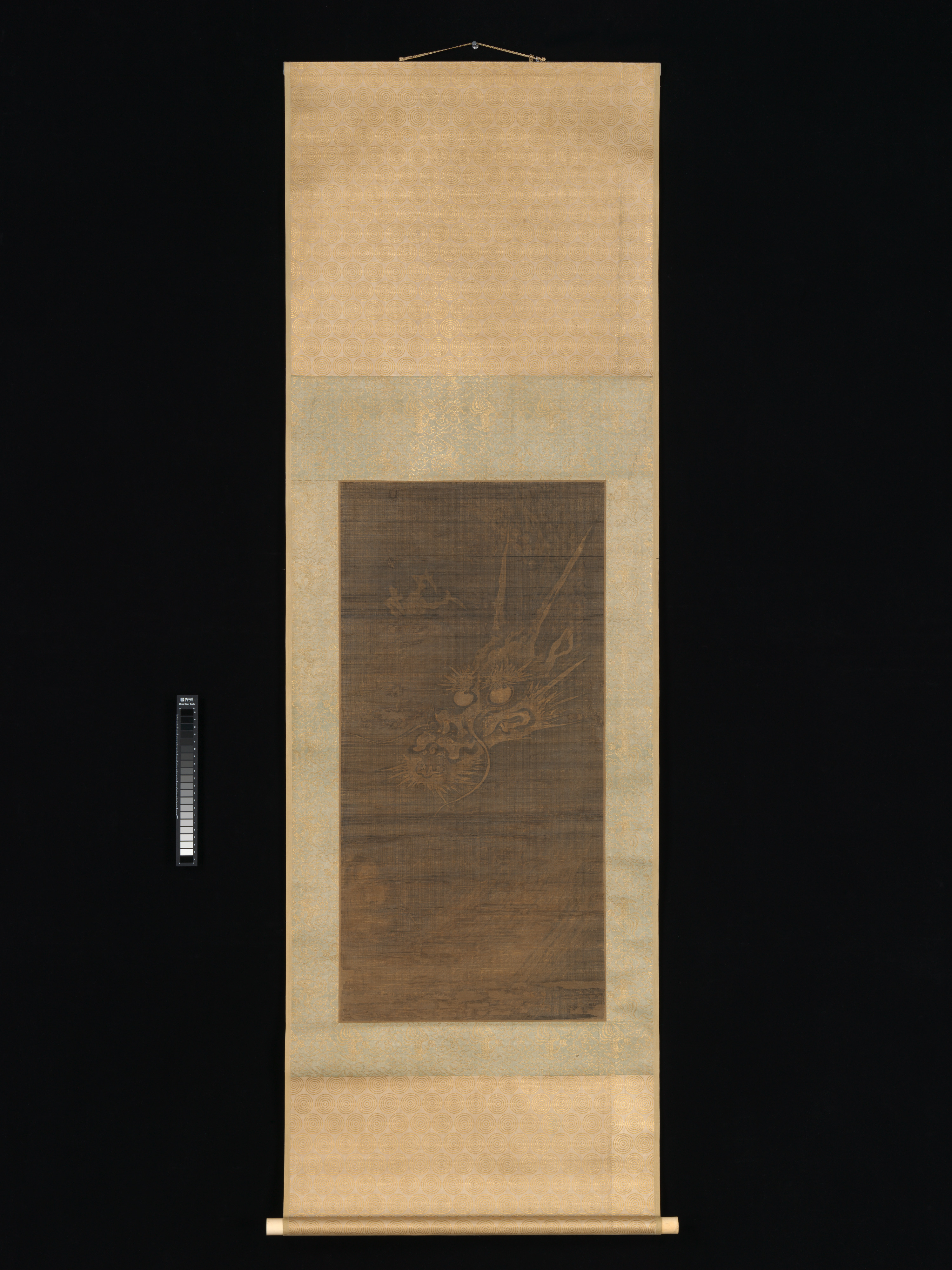
Dragone, Metropolitan Museum of Art